# Daniel Congré
Daniel Congré (Toulouse, 5 de abril de 1985) es un exfutbolista francés que jugaba de defensa.

## Selección nacional
Fue internacional con la selección de fútbol sub-21 de Francia.

## Clubes
| Club                 | País    | Año       |
| -------------------- | ------- | --------- |
| Toulouse F. C.       | Francia | 2004-2012 |
| Montpellier H. S. C. | Francia | 2012-2021 |
| Dijon F. C. O.       | Francia | 2021-2024 |